# Inondazioni di Missoula

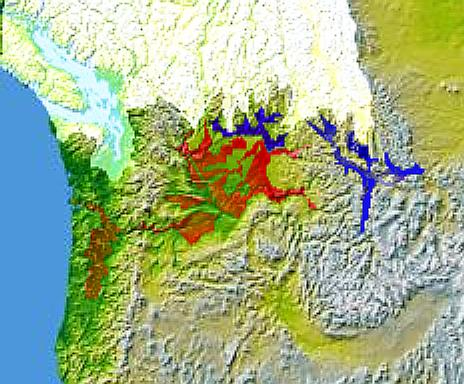
Il lago glaciale Columbia (ovest) e il lago glaciale Missoula (est) sono visibili a sud della calotta glaciale della cordigliera. Le aree inondate durante le inondazioni di Columbia e di Missoula sono mostrate in rosso.

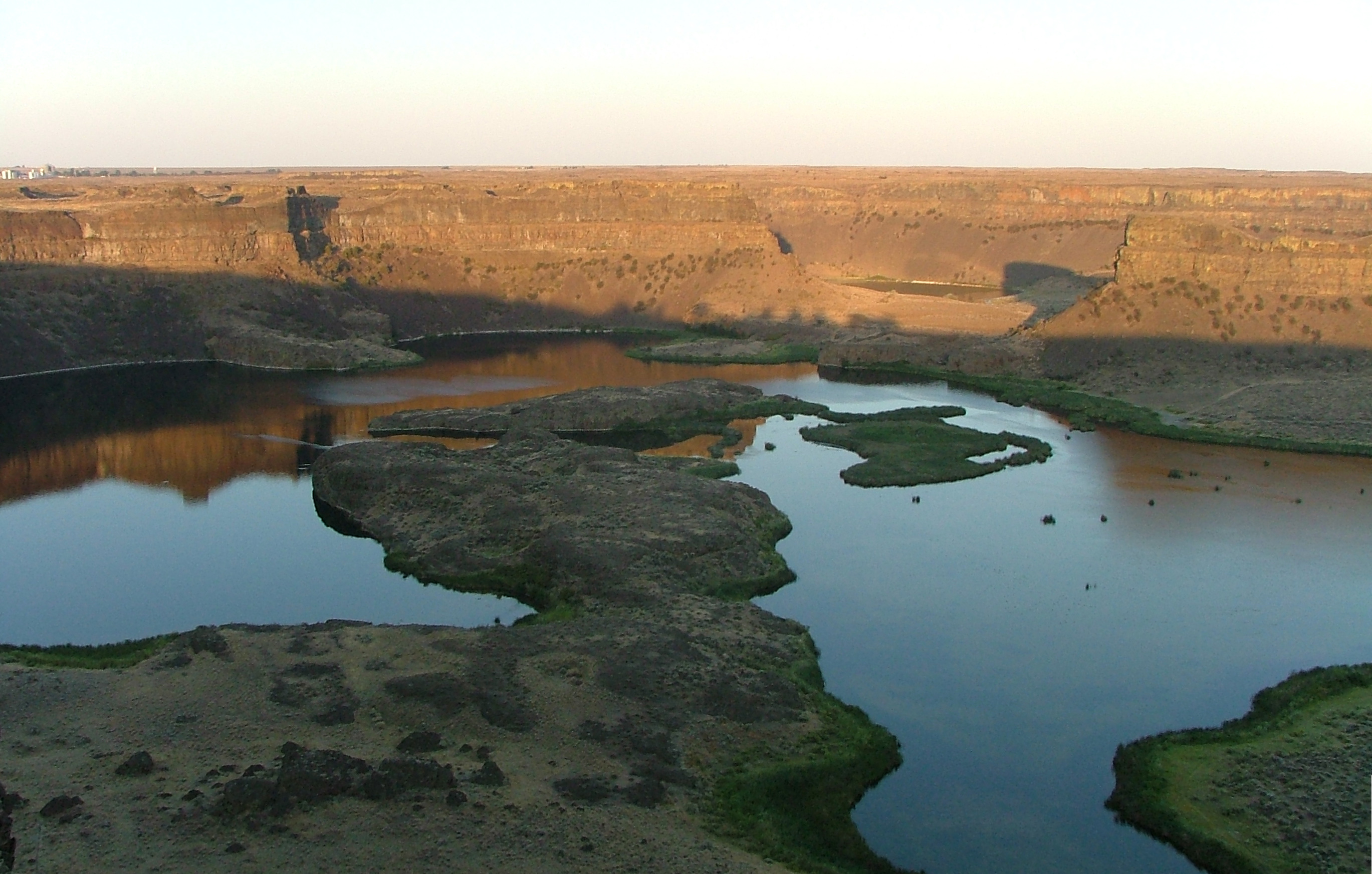
Durante le inondazioni dell'Era glaciale, Dry Falls era sotto 91 metri di acqua che si avvicinavano ad una velocità di 105 chilometri all'ora.

Le inondazioni di Missoula (note anche come le inondazioni di Spokane o le inondazioni di Bretz) si riferiscono alle cataclismatiche inondazioni che si abbatterono periodicamente in tutta la parte orientale dello stato di Washington e lungo la Gola del fiume Columbia, negli Stati Uniti d'America, alla fine dell'ultima Era glaciale. Gli eventi delle inondazioni glaciali sono oggetto di ricerche fin dagli anni venti del XX secolo. Queste inondazioni legate all'esplosione di laghi glaciali furono il risultato di periodiche e improvvise rotture della diga di ghiaccio sul fiume Clark Fork che crearono il lago glaciale Missoula. Dopo ogni rottura della diga di ghiaccio, le acque del lago si precipitavano lungo il Clark Fork e il Columbia, inondando gran parte del Washington orientale e della Willamette Valley nell'Oregon occidentale. Dopo la rottura, il ghiaccio si riformava, creando di nuovo il lago glaciale Missoula. 
I geologi stimano che il ciclo di inondazione e riformazione del lago durava una media di 55 anni e che le inondazioni si verificarono varie volte nel periodo di 2.000 anni compreso tra 15.000 e 13.000 anni fa. L'idrologo del Servizio geologico degli Stati Uniti Jim O'Connor e lo scienziato del Centro spagnolo di studi ambientali Gerard Benito hanno trovato le prove di almeno venticinque inondazioni massicce, la più grande delle quali scaricava ≈10 chilometri cubi all'ora (2,7 milioni m³/s, 13 volte il Rio delle Amazzoni). Le stime alternative per la velocità del flusso di picco della più grande inondazione includono 17 chilometri cubi all'ora e variano fino a 60 chilometri cubi all'ora. La velocità massima del flusso si avvicinava ai 36 metri/secondo (130 km/h).

## Ipotesi proposta sulle inondazioni
Il geologo J Harlen Bretz riconobbe per primo le prove delle inondazioni catastrofiche, che chiamò "inondazioni di Spokane" (Spokane Floods), negli anni 1920. Egli stava facendo ricerche sulle Channeled Scablands nella parte orientale dello stato di Washington (a est della Catena delle Cascate), sulla Gola del Columbia e sulla Willamette Valley dell'Oregon. Nell'estate del 1922, e per i successivi sette anni, Bretz condusse ricerche sul campo sull'altopiano del Columbia. Fin dal 1910 si era interessato alle insolite caratteristiche di erosione dell'area dopo aver visto una mappa topografica appena pubblicata della Potholes Cataract. Bretz coniò il termine Channeled Scablands (letteralmente, "Terre denudate scanalate") nel 1923 per riferirsi all'area vicino alla Grand Coulee, dove la massiccia erosione aveva scavato attraverso i depositi di basalto. Bretz pubblicò uno studio nel 1923, che sosteneva che le channeled scablands nel Washington orientale furono causate dalle massicce inondazioni del lontano passato.
La teoria di Bretz, che si riteneva sostenesse una spiegazione catastrofica della geologia, andava contro la visione allora prevalente dell'uniformitarismo, e le opinioni di Bretz non ricevettero inizialmente grande credito. La Geological Society of America invitò il giovane Bretz a presentare le sue ricerche precedentemente pubblicate in una riunione del 12 gennaio 1927, dove vari altri geologi presentavano teorie concorrenti. Un altro geologo presente alla riunione, J.T. Pardee, aveva lavorato con Bretz e aveva le prove di un antico lago glaciale che dava credito alle teorie di Bretz. Bretz difese le sue teorie, innescando un acrimonioso dibattito di 40 anni sull'origine delle Scablands. Sia Pardee che Bretz continuarono le loro ricerche durante i successivi 30 anni, raccogliendo e analizzando le prove che alla fine identificarono il lago Missoula come fonte delle inondazioni di Spokane e creatore delle Channeled Scablands.
Dopo che J.T. Pardee ebbe studiato il canyon del fiume Flathead, stimò che sarebbero state necessarie inondazioni con acque ad oltre 72 km/h per far rotolare il più grande dei massi spostati dall'inondazione. Stimò che il flusso dell'acqua fosse di 38 chilometri cubi all'ora, più del flusso combinato di tutti i fiumi del mondo. Le stime pongono il flusso a dieci volte il flusso di tutti i fiumi attuali messi insieme.
Le inondazioni di Missoula sono state anche definite come le "inondazioni di Bretz" (Bretz Floods) in onore dello studioso.

## Inizio delle inondazioni
Calotta glaciale della Cordigliera
     estensione massima del Lago glaciale Missoula (a est) e del Lago glaciale Columbia (a ovest)
     aree devastate dalle inondazioni del Missoula e del Columbia

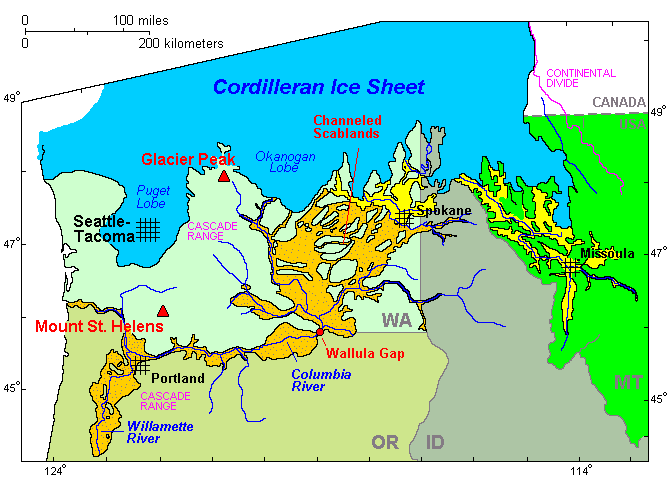
Calotta glaciale della Cordigliera
estensione massima del Lago glaciale Missoula (a est) e del Lago glaciale Columbia (a ovest)
aree devastate dalle inondazioni del Missoula e del Columbia

Quando la pressione dell'acqua del lago Missoula aumentava, la pressione sul fondo della diga di ghiaccio cresceva abbastanza da abbassare il punto di congelamento dell'acqua al di sotto della temperatura del ghiaccio che formava la diga. Questo permetteva all'acqua liquida di infiltrarsi nelle minuscole crepe presenti nella diga di ghiaccio. Nel corso del tempo, l'attrito dell'acqua che fluiva attraverso queste crepe generava abbastanza calore da sciogliere le pareti di ghiaccio e allargare le crepe. Questo permetteva ad altra acqua di fluire attraverso le crepe, generando altro calore e consentendo ad una quantità ancora maggiore di acqua di passare. Questo ciclo di retroazione alla fine indeboliva la diga di ghiaccio tanto che essa non poteva più sostenere la pressione dell'acqua dietro di essa e cedeva catastroficamente. Questo processo è noto come inondazione da esplosione dei laghi glaciali o jökulhlaup e per molti di questi eventi esiste una registrazione dell'evidenza storica.

## Eventi delle inondazioni
Quando l'acqua emerse dalla gola del fiume Columbia, si accumulò di nuovo nello stretto, ampio 1,6 km, vicino a Kalama (Washington). Alcuni laghi temporanei salirono ad una quota di più di 120 m, inondando la valle del Willamette fino a Eugene (Oregon) e oltre. I massi glaciali erratici trasportati dagli iceberg e caratteristiche dell'erosione sono la prova di questi eventi. I sedimenti sul fondo dei laghi depositati dalle inondazioni hanno contribuito alla ricchezza agricola delle valli del Willamette e del Columbia. I sedimenti di suolo glaciale ricoperti di secoli di suolo portato dal vento (loess) hanno sparso dune ripide, inclinate verso sud, in tutta la valle del Columbia, condizioni ideali per lo sviluppo di frutteti e vigneti.
Dopo analisi e controversie, i geologi ritengono che vi furono 40 o più separate inondazioni, sebbene l'esatta origine dell'acqua sia ancora dibattuta. Si stima che il flusso di picco delle inondazioni sia da 40 a 60 chilometri cubi all'ora. La velocità massima del flusso si avvicinava ai 36 metri/secondo. Fino a 1,9×1019 joule di energia potenziale furono liberati da ciascuna inondazione (l'equivalente di 4.500 megatoni di TNT). L'effetto cumulativo delle inondazioni fu di scavare 210 chilometri cubici di loess, sedimento e basalto dalle Channeled Scablands del Washington orientale e di trasportarlo a valle.

### Ipotesi delle inondazioni multiple
L'ipotesi delle inondazioni multiple fu proposta per la prima volta da R.B. Waitt, Jr. nel 1980. Waitt portò argomenti a favore di una sequenza di inondazioni multiple — 40 o più. La proposta di Waitt era basata principalmente sull'analisi dei depositi provenienti dal fondo dei laghi glaciali a Ninemile Creek e dei depositi delle inondazioni a Burlingame Canyon. La sua argomentazione più convincente a favore di inondazioni separate era che si fosse scoperto che i depositi del letto del Touchet provenienti da due inondazioni successive fossero separati da due strati di cenere vulcanica (tefrite), con la cenere a sua volta separata da uno strato fine di depositi di polvere portata dal vento, localizzati in un sottile strato fra strati sedimentari dieci ritmiti al di sotto dei letti del Touchet (vedi immagine). I due strati di cenere vulcanica sono separati da 1–10 cm di silt non vulcanico trasportato dall'aria. La tefrite è la cenere del monte Sant'Elena che cadde nel Washington orientale. Per analogia, poiché vi erano 40 strati con caratteristiche comparabili presso il Burlingame Canyon, Waitt sostenne che si poteva ritenere che tutti avessero una simile separazione nel tempo di deposizione.

### Controversia sul numero e sull'origine delle inondazioni
La controversia se le formazioni delle Channeled Scablands siano state create principalmente da molteplici inondazioni periodiche, o da un'unica inondazione cataclismatica su grande scala del lago glaciale Missoula nel tardo Pleistocene, o di una fonte canadese non identificata, continuò per tutto il 1999. La squadra di geologi di Shaw passò in rassegna le sequenze sedimentarie dei letti del Touchet e concluse che le sequenze non implicavano automaticamente inondazioni multiple separate da decenni o da secoli. Piuttosto, essi proposero che la sedimentazione nel bacino del lago glaciale Missoula fosse il risultato di jökulhlaup che defluirono nel lago Missoula dalla Columbia Britannica a nord. Inoltre, la squadra di Shaw propose che l'inondazione delle aree denudate potesse essersi parzialmente originata da un enorme serbatoio subglaciale sotterraneo che si estendeva su gran parte della Columbia Britannica centrale, includendo in particolare la fossa delle Montagne Rocciose, il quale potrebbe essere defluito lungo vari percorsi, compreso uno attraverso il lago Missoula. Questo deflusso, se avvenuto contestualmente alla rottura della diga di ghiaccio del lago Missoula, avrebbe fornito volumi di acqua notevolmente più grandi. Per giunta, Shaw e la sua squadra proposero che i letti ritmitici del Touchet siano il risultato di molteplici impulsi, o impeti, nell'ambito di un'inondazione più grande.

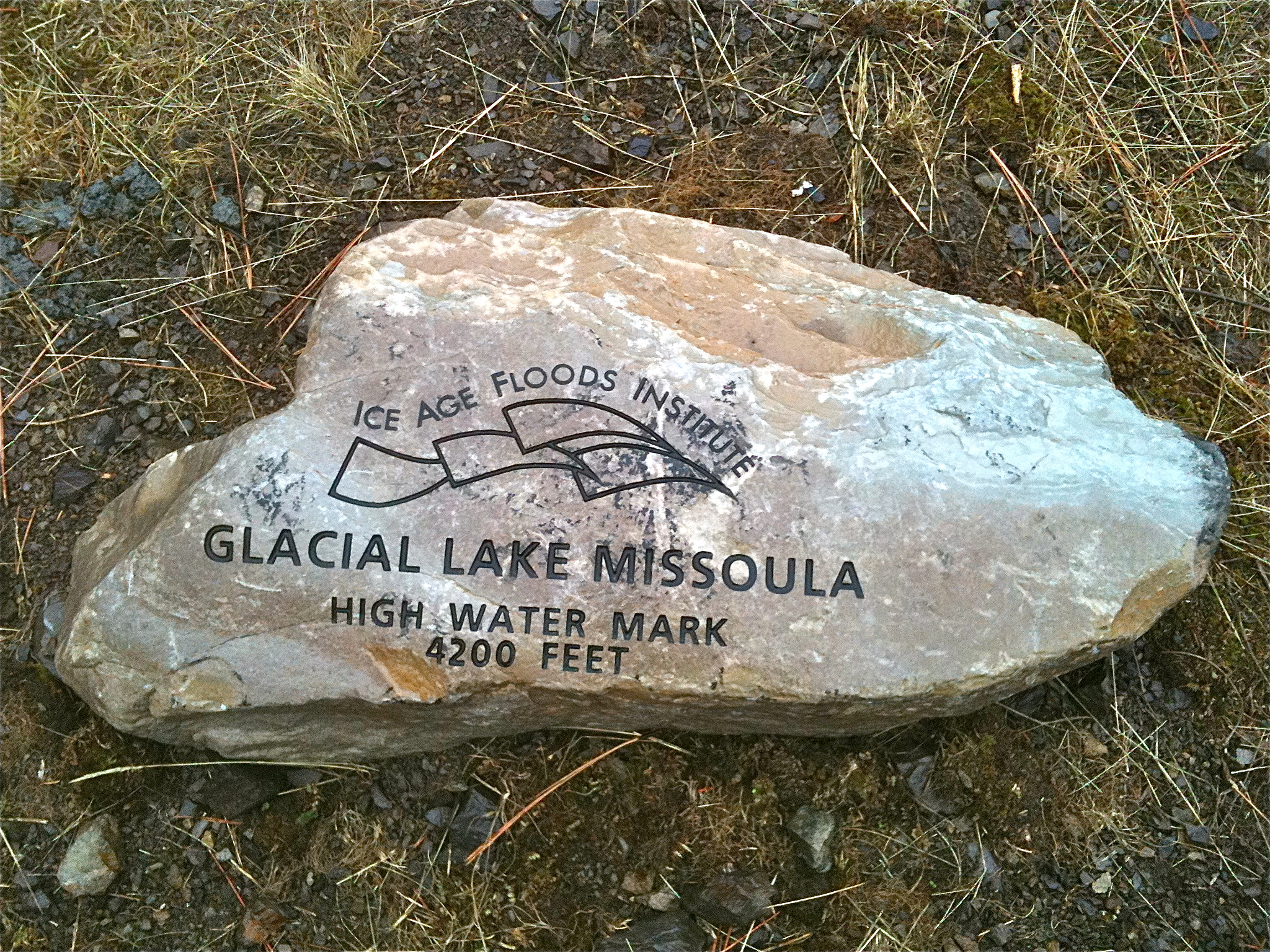
Il livello di piena del Lago glaciale Missoula, 1.280 m, vicino a Missoula (MT)

Nel 2000, una squadra guidata da Komatsu simulò numericamente le inondazioni con un modello idraulico tridimensionale. I ricercatori basarono la velocità di deflusso del lago glaciale Missoula sulla velocità prevista per la prateria di Spokane Valley–Rathdrum immediatamente a valle del lago Missoula, per la quale numerose stime precedenti avevano posto il deflusso massimo di 17 × 106m3/s e l'ammontare totale di acqua scaricata uguale al volume massimo stimato del lago Missoula (2184 km3). Trascurando gli effetti dell'erosione, il flusso idrico da loro simulato era basato sulla topografia moderna. Le loro principali scoperte erano che la profondità calcolata dell'acqua in ogni località inondata, tranne che per la prateria di Spokane Valley–Rathdrum era più bassa di quanto mostrassero le prove sul campo. Ad esempio, la profondità dell'acqua da loro calcolata presso la zona di transizione di Pasco Basin–Wallula Gap è di circa 190 m, significativamente meno della profondità delle inondazioni di 280–300 m indicata dai livelli di piena. Essi conclusero che un'inondazione di ~106m3/s non avrebbe potuto avere i livelli di piena osservati.
Commentando l'analisi di Komatsu, il gruppo di Atwater osservò che ci sono prove sostanziali di molteplici e grandi inondazioni, comprese evidenze di crepe nel fango e di tane di animali che erano riempite di sedimenti provenienti da successive inondazioni. Inoltre, sono state trovate prove di molteplici flussi di inondazioni lungo i rami laterali del lago glaciale Columbia diffusi nell'arco di molti secoli. I ricercatori di Atwater misero anche in evidenza che il punto di deflusso dal lago Columbia era variato con il tempo, scorrendo originariamente attraverso l'altopiano di Waterville fino a Moses Coulee ma più tardi, quando il lobo dell'Okanagon bloccò quel tragitto, erodendo la Grand Coulee per defluire là come sbocco sostanzialmente più basso. L'analisi di Komatsu non valuta l'impatto della considerevole erosione osservata in questo bacino durante l'inondazione (o le inondazioni) – quindi l'assunzione che l'idraulica dei flussi possa essere modellata usando la topografia odierna è una questione che richiede un'ulteriore riflessione – mentre ci si potrebbe attendere che vincoli anteriori più stringenti in luoghi come Wallula Gap e attraverso la gola del Columbia producano una più elevata resistenza al flusso e corrispondentemente più elevate inondazioni.

### Le attuali conoscenze
La datazione della separazione proposta da Waitt degli strati in inondazioni sequenziali è stata suffragata dai successivi studi sul paleomagnetismo, che conferma un intervallo di 30–40 anni tra le deposizioni di cenere del monte St. Helens, e quindi tra gli eventi delle inondazioni, ma non preclude un intervallo fino a 60 anni. I depositi in mare aperto sul fondo del Pacifico, alla foce del fiume Columbia, comprendono 120 metri di materiale depositato nell'arco di un periodo di parecchie migliaia di anni che corrisponde al periodo di inondazioni multiple sulle aree corrispondenti alle Scablands viste nei letti del Touchet. In base all'identificazione di 40 inondazioni di Waitt, questo darebbe un intervallo medio tra le inondazioni di 50 anni.
Sebbene queste fonti forniscano sostegno all'ipotesi di separazione temporale delle inondazioni, esse non identificano in modo definitivo l'origine dell'acqua delle inondazioni, che rimane una questione aperta.